# 日本郷友連盟
一般社団法人日本郷友連盟（にほんごうゆうれんめい）は、日本軍兵役関係者らによって戦後結成された一般社団法人。日本軍兵役関係者引退後は自衛隊の元幹部が中心となって活動した。
軍人恩給増額要求や国防・教育・憲法改正に関する主張を行った、圧力団体。

## 沿革
太平洋戦争後活動していた日本軍兵役関係者らによる各地の戦友団体を起源とする。支那派遣軍総司令官を務めた岡村寧次が事実上の世話役となり関係者に呼びかけて、1954年5月、「祖国再建と国土防衛」を目的に掲げた桜星倶楽部を結成、東京銀座に事務所を構え、全国統一組織化を準備した。1955年3月、機関紙『桜星』創刊（のち『郷友』に改題）。同年6月6日、日比谷公会堂に2500人が参集して結成大会を開催、日本戦友団体連合会が発足した。初代会長に元関東軍司令官植田謙吉、理事長兼副会長に岡村寧次が就任した。1956年5月、現在の名称に改称。同年10月、社団法人認可。同時期に政治団体日本郷友政治連盟を設立した。組織拡大に努め、1965年、46都道府県支部・2職域支部・43青少年部支部・35婦人部支部・総会員数42万6990人に達した。しかし、1975年の47支部・会員数45万3932人を頂点に勢力が下降していった。2012年4月1日、一般社団法人となった。
2010年1月24日に実施された、第77回自由民主党定期党大会にて、自由民主党の本部推薦の友好団体として表彰されている。
2025年5月15日をもって、活動を終了し解散した。ただし、活動を継続している支部は多数存在する。